# Кабарио
Кабарио (фр. Cabariot) насеље је и општина у западној Француској у региону Поату-Шарант, у департману Приморски Шарант која припада префектури Рошфор.
По подацима из 2011. године у општини је живело 1330 становника, а густина насељености је износила 87,96 становника/km². Општина се простире на површини од 15,12 km². Налази се на средњој надморској висини од 12 метара (максималној 27 m, а минималној 1 m).

## Демографија
| 1962. | 1968. | 1975. | 1982. | 1990. | 1999. | 2011. |
| ----- | ----- | ----- | ----- | ----- | ----- | ----- |
| 872   | 881   | 921   | 894   | 1.087 | 1.080 | 1.330 |

График промене броја становника у току последњих година